# Espartinas
Espartinas é um município da Espanha, na província de Sevilha, comunidade autónoma da Andaluzia. Tem 22,7 km² de área e em 2021 tinha 16 048 habitantes (densidade: 707 hab./km²). Pertence à comarca de Aljarafe, limitando com os municípios de Villanueva del Ariscal, Valencina de la Concepción, Sanlúcar la Mayor, Gines,
Benacazón, Umbrete e Bormujos.